# Mistrzostwa Świata w Podnoszeniu Ciężarów 1891
1. Mistrzostwa Świata w Podnoszeniu Ciężarów – odbyły się one 28 marca 1891 w Londynie. Zawody zorganizowała Międzynarodowa Federacja Podnoszenia Ciężarów (IWF). Startowali tylko mężczyźni w kategorii otwartej. Udział wzięło 7 sportowców z 6 państw.

## Rezultaty
| Kategoria: | Złoto                | Srebro           | Brąz            |
| Otwarta    | Edward Lawrence Levy | Giacomo Zafarana | Arthur François |

## Tabela medalowa
| Poz. | Państwo         |   |   |   | Łącznie |
| ---- | --------------- | - | - | - | ------- |
| 1    | Wielka Brytania | 1 | 0 | 0 | 1       |
| 2    | Włochy          | 0 | 1 | 0 | 1       |
| 3    | Belgia          | 0 | 0 | 1 | 1       |
|      | Łącznie         | 1 | 1 | 1 | 3       |